# Matt Frevola
Matt Frevola, né le 11 juin 1990 à Huntington dans l'État de New York, est un pratiquant américain d'arts martiaux mixtes (MMA). Il combat actuellement dans la division des poids légers de l'Ultimate Fighting Championship.

## Biographie

### Jeunesse
Matthew Kenneth Frevola naît à Huntington, sur l'île de Long Island.
En 2010, il quitte l'État de New York pour la Floride, où il obtient un diplôme en criminologie à l'université de Tampa.
Frevola se forme au jiu-jitsu brésilien auprès de Matt Serra, à New York, et auprès de Matt Arroyo (en), à Tampa.

### Carrière dans les arts martiaux mixtes

#### Débuts (2014-2017)
Matt Frevola dispute son premier combat professionnel le 15 novembre 2014, qu'il remporte par soumission, au 1er round, avec une clé de bras.

#### Parcours au sein de l'Ultimate Fighting Championship (2017-)
Matt Frevola prend part à la saison inaugurale des Dana White's Contender Series. Le 29 août 2017, il soumet Luke Flores pour décrocher un contrat avec l'UFC.
Il dispute son premier combat dans la fédération le 14 janvier 2018, qu'il perd par KO au 1er round face au mexicain Polo Reyes (en).
Son deuxième combat au sein de l'UFC, le 3 novembre 2018 contre Lando Vannata (en), se termine en match nul.
Le 13 avril 2019, lors de l'UFC 236, il décroche sa première victoire dans la fédération en battant Jalin Turner (en) via décision unanime.
Le 12 octobre suivant, il vainc Luis Peña (en) via décision partagée.
Le 23 janvier 2021, lors de l'UFC 257 à Abou Dabi, Frevola s'incline par décision unanime face à l'Arménien Arman Tsarukyan.
Le 12 juin 2021, lors de l'UFC 263, il s'incline contre Terrance McKinney (en) qui lui inflige un KO en 7 secondes de combat avec une combinaison une-deux.
Il rebondit en vainquant le Mexicain Genaro Valdez via KO technique au 1er round, le 22 janvier 2022.
Le 12 novembre de la même année, il vient à bout du Marocain Ottman Azaitar (en) par KO en lui assénant un crochet du poing gauche à la moitié de la 1re reprise.
Le 6 mai 2023, Frevola bat Drew Dober (en) par KO technique au 1er round. Cette troisième victoire d'affilée par KO au 1er round lui permet d'intégrer le top 15 de la catégorie des poids légers et de remporter son premier bonus de performance de la soirée.
Le 11 novembre suivant, date du Veterans Day, Frevola fait face à l'ancien officier des Forces spéciales françaises Benoît Saint Denis, à New York. Le soir du combat, l'Américain s'incline par KO au 1er round après que Saint Denis l'ait envoyé au tapis avec un coup de pied à la tête.
Le 28 septembre 2024, à Paris, il est défait par le Français Farès Ziam par KO d'un coup de genou à la tête.

## Vie privée
Il sert comme second lieutenant dans l'armée de réserve des États-Unis.

## Palmarès en arts martiaux mixtes
| 17 combats     | 11 victoires | 5 défaites |
| Par KO         | 4            | 4          |
| Par soumission | 3            | 0          |
| Sur décision   | 4            | 1          |
| Égalités       | 1            | 1          |

| Résultat | Record | Adversaire         | Méthode                                 | Événement                                           | Date              | Round | Temps | Lieu                               | Notes                     |
| -------- | ------ | ------------------ | --------------------------------------- | --------------------------------------------------- | ----------------- | ----- | ----- | ---------------------------------- | ------------------------- |
| Défaite  | 11-5-1 | Farès Ziam         | KO (coup de genou à la tête)            | UFC Fight Night: Moicano vs. Saint Denis            | 28 septembre 2024 | 3     | 2:30  | Paris, France                      |                           |
| Défaite  | 11-4-1 | Benoît Saint Denis | KO (coup de pied à la tête)             | UFC 295: Procházka vs. Pereira                      | 11 novembre 2023  | 1     | 1:31  | New York, États-Unis               |                           |
| Victoire | 11-3-1 | Drew Dober         | TKO (coups de poing)                    | UFC 288: Sterling vs. Cejudo                        | 6 mai 2023        | 1     | 4:08  | Newark, New Jersey, États-Unis     | Performance de la soirée. |
| Victoire | 10-3-1 | Ottman Azaitar     | KO (coup de poing)                      | UFC 281: Adesanya vs. Pereira                       | 12 novembre 2022  | 1     | 2:30  | New York, États-Unis               |                           |
| Victoire | 9-3-1  | Genaro Valdez      | TKO (coups de poing)                    | UFC 270: Ngannou vs. Gane                           | 22 janvier 2022   | 1     | 3:15  | Anaheim, Californie, États-Unis    |                           |
| Défaite  | 8-3-1  | Terrance McKinney  | KO (coups de poing)                     | UFC 263: Adesanya vs. Vettori II                    | 12 juin 2021      | 1     | 0:07  | Glendale, Arizona, États-Unis      |                           |
| Défaite  | 8-2-1  | Arman Tsarukyan    | Décision unanime                        | UFC 257: Poirier vs. McGregor II                    | 23 janvier 2021   | 3     | 5:00  | Abou Dabi, Émirats arabes unis     |                           |
| Victoire | 8-1-1  | Luis Peña          | Décision partagée                       | UFC Fight Night: Joanna vs. Waterson                | 12 octobre 2019   | 3     | 5:00  | Tampa, Floride, États-Unis         |                           |
| Victoire | 7-1-1  | Jalin Turner       | Décision unanime                        | UFC 236: Holloway vs. Poirier II                    | 13 avril 2019     | 3     | 5:00  | Atlanta, Géorgie, États-Unis       |                           |
| Égalité  | 6-1-1  | Lando Vannata      | Égalité majoritaire                     | UFC 230: Cormier vs. Lewis                          | 3 novembre 2018   | 3     | 5:00  | New York, États-Unis               |                           |
| Défaite  | 6-1    | Polo Reyes         | KO (coups de poing)                     | UFC Fight Night: Stephens vs. Choi                  | 14 janvier 2018   | 1     | 1:00  | Saint-Louis, Missouri, États-Unis  |                           |
| Victoire | 6-0    | Luke Flores        | Soumission (étranglement bras-tête)     | Dana White's Contender Series : Saison 1, Épisode 8 | 29 août 2017      | 2     | 3:32  | Las Vegas, Nevada, États-Unis      |                           |
| Victoire | 5-0    | Raush Manfio       | Décision unanime                        | Titan FC 43: Torres vs. Nobre                       | 21 janvier 2017   | 3     | 5:00  | Coral Gables, Floride, États-Unis  |                           |
| Victoire | 4-0    | Trent McDade       | Soumission (étranglement en guillotine) | RFC 37: No Mercy                                    | 22 juillet 2016   | 1     | 0:55  | Tampa, Floride, États-Unis         |                           |
| Victoire | 3-0    | Emmanuel Ramirez   | Décision unanime                        | AFC 25: Quiñones vs. Quarantillo                    | 1er avril 2016    | 3     | 5:00  | Coconut Creek, Floride, États-Unis |                           |
| Victoire | 2-0    | Mike D'Angelo      | KO (coup de poing)                      | RFC 35: Showdown                                    | 13 novembre 2015  | 1     | 2:46  | Tampa, Floride, États-Unis         |                           |
| Victoire | 1-0    | Josh Zuckerman     | Soumission (clé de bras en triangle)    | WSOF 15: Branch vs. Okami                           | 15 novembre 2014  | 1     | 2:50  | Tampa, Floride, États-Unis         |                           |